# Parque da Paz de Nagasaki
Parque da Paz de Nagasaki, ou, nas suas formas portuguesas, de Nagasáqui ou Nangasaque, é um parque localizado em Nagasaki em memória ao bombardeamento nuclear da cidade em 09 de agosto de 1945 durante a Segunda Guerra Mundial. O parque fica próximo ao Museu da Bomba Atômica de Nagasaki e Salão Memorial Nacional da Paz de Nagasaki.

## História
Construído em 1955 próximo ao hipocentro da explosão, onde ainda é possível ver as ruínas da Catedral Urakami, que era a maior igreja localizada no leste da Ásia na época. Ao norte do parque fica a escultura de Seibo Kitamura, com cerca de 10 metros de altura. A mão direita da estátua aponta ao céu em lembrança da ameaça nuclear enquanto que a esquerda permanece estendida simbolizando a paz. A face calma simboliza a graça divina e seus olhos semi-cerrados oferecem uma prece as almas das vítimas da bomba. A perna direita dobrada e a esquerda estendida significam a meditação e a iniciativa de juntar forças e salvar as pessoas do mundo. Em frente a estátua está um cofre de mármore preto com os nomes da vítimas e dos sobreviventes que morreram nos anos seguintes.

## Placa
Uma placa colocada próximo ao hipocentro informam os seguintes relatos e estatísticas da dano causado no dia.
| “ | Em 9 de Agosto de 1945, às 11:02 uma bomba atômica explodiu 500 metros acima deste ponto. O monolito negro marca o hipocentro. A rajada forte de vento, os raios de calor atingindo milhares de graus e a radiação mortal gerados pelo impacto da explosão, queimaram e mataram tudo ao redor, reduzindo toda esta área a um campo estéril de entulho. Cerca de um terço da Cidade de Nagasaki foi destruída e 150.000 pessoas morreram ou foram feridas e dizia-se na época que esta área seria desprovida de vegetação por 75 anos. Hoje, o hipocentro permanece como um parque internacional da paz e como um símbolo pelo anseio da harmonia mundial. | ” |

| 1. Campo Aberto:                 | 6.7 milhões de metros quadrados |
| 2. Casas danificadas:            |                                 |
| Completamente queimadas:         | 11.574                          |
| Completamente destruídas:        | 1.326                           |
| Gravemente danificadas:          | 5.509                           |
| Total de estruturas danificadas: | 18.409                          |
| 3. Vítimas:                      |                                 |
| Mortas:                          | 73.884                          |
| Feridas:                         | 74.909                          |
| Total:                           | 148.793                         |

(Um grande número de pessoas morreram nos anos seguintes devido aos efeitos do envenenamento radioativo.)

## Cerimônia Memorial da Paz

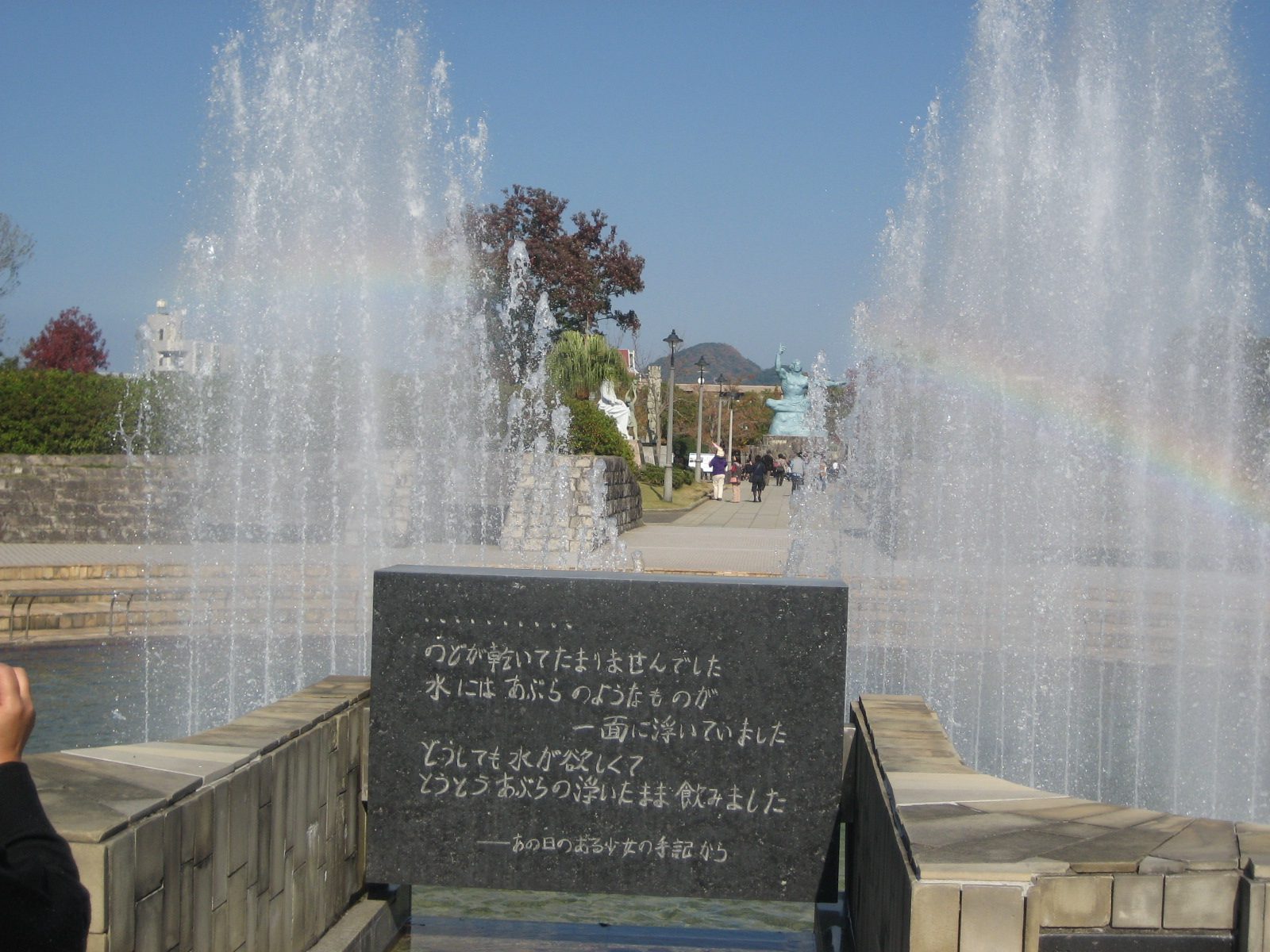
Fonte da Paz no Parque da Paz de Nagasaki, com a Estátua da Paz ao fundo.

Todos os anos, em 9 de agosto, data do bombardeamento, acontece a Cerimônia Memorial da Paz em frente a Estátua da Paz e o prefeito de Nagasaki faz uma declaração de paz ao mundo.
Construída em agosto de 1969 e localizado ao sul do parque está a Fonte da Paz, como uma prece as almas de várias vítimas da bomba atômica que morreram em procura por água, servindo também como um dedicatória a paz mundial. Linhas de uma poema de uma garota chamada Sachiko Yamaguchi, que tinha 9 anos na época do bombardeio estão gravadas numa placa de pedra negra em frente a fonte, com os dizeres:
| “ | Eu estava com uma sede insuportável. Havia algo oleoso na superfície da água, mas eu a queria tanto que bebi assim mesmo. | ” |

## Zona dos Símbolos da Paz
Em 1978 a cidade de Nagazaki estabeleceu a "Zona dos Símbolos da Paz" em ambos os lados do parque e convidou países de todo o mundo a fazerem sua contribuição. Os seguintes monumentos podem ser vistos no parque:
- "Consolo da Amizade" do Porto, Portugal (cidade irmã de  Nagasaki), 1978
- "Alegria da Vida" da Checoslováquia, (doada à Nagasaki em 1980). A estátua de bronze de 260 cm foi feita pelo escultorcheco Jan Hána (1927–1994) em 1975.[2]
- "Um chamado" da Bulgária, 1980
- "Monumento da Amizade das Pessoas" da extinta República Democrática da Alemanha, 1981
- "Proteção ao Nosso Futuro" da cidade de Middelburg, Holanda (cidade irmã de  Nagasaki), 1983
- "Estátua da Paz" da extinta União Soviética, 1985
- "Dama da Paz" da China, 1985
- "Flor de Amor e Paz" da Polônia, 1986
- "Hino à Vida" da cidade de Pistóia, Italy, 1987
- "Garça da Paz" de Cuba, 1988
- "Monumento da Paz" de Santos, Brasil (cidade irmã de  Nagasaki), 1988
- "Infinidade" de Ankara, Turquia, 1991
- "Constelação Terra" de St. Paul, Minnesota, Estados Unidos (cidade irmã de  Nagasaki), 1992
- "Triunfo da Paz Paz sobre a guerra" de San Isidro, Argentina, 1996
- "Capa da Paz(Te Korowai Rangimarie)", por Kingsley Baird da Nova Zelândia, 2006.